# Pintor de Aquiles

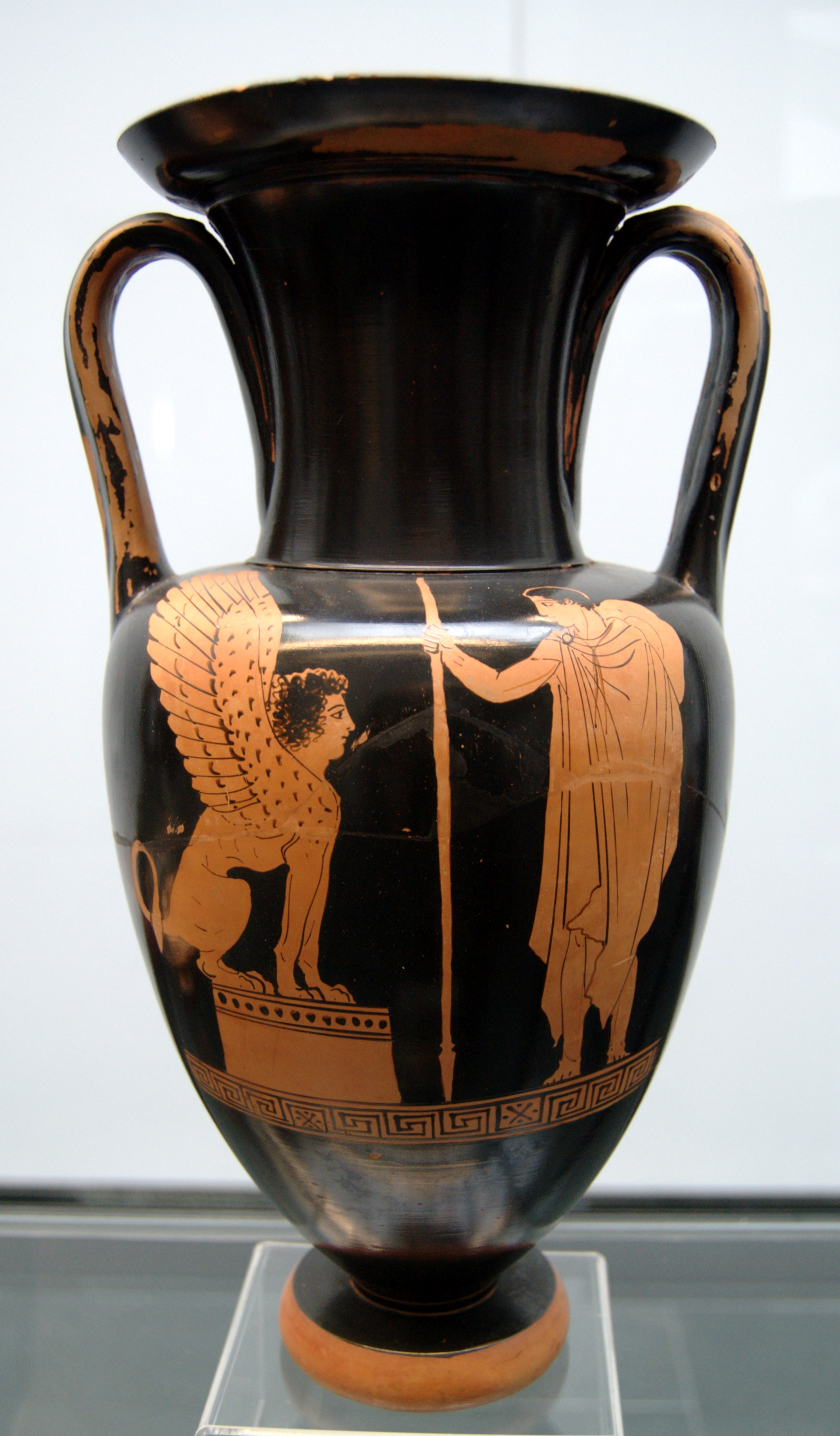
Édipo e a Esfinge, ânfora do Pintor de Aquiles.

O Pintor de Aquiles, que trabalhou entre 460 e 420 aC, é o pseudônimo de um antigo pintor de vasos grego, da Ática. Sua figura refinada de Aquiles, em cor vermelha, em uma ânfora de cerca de 450 ou 445 aC, que está hoje no Museu do Vaticano, levou Sir John Beazley a apelidá-lo de Pintor de Aquiles.
Acredita-se ter sido aprendiz do igualmente famoso Pintor de Berlim, cuja oficina ele assumiu em 460 aC.